# Кошэтер
Кошэтер (кирг. Кошэтер, Кош-Этер) — село в Узгенском районе, Ошской области Кыргызстана. Село расположено на берегу реки Яссы, есть школа, в которой также учатся дети из соседних сел. Экономика села базируется на сельском хозяйстве, а также знаменитые грецкие орехи и уголь Торгой.

## История
Сельский совет Октябрь (Октябрьский с/c) образовано 24 декабря 1928 года специальным постановлением Президиума ЦИК Кыргызской АССР. 18 мая 1994 года переименовано в Салам-Аликской сельской Управы. Также в документах встречаются Саламаликская сельская Управа.